# Spoorlijn Dortmund-Dorstfeld - Dortmund-Huckarde Süd
De spoorlijn Dortmund-Dorstfeld - Dortmund-Huckarde Süd is een Duitse spoorlijn in Dortmund en is als spoorlijn 2122 onder beheer van DB Netze.

## Geschiedenis
Het traject werd door de Bergisch-Märkische Eisenbahn-Gesellschaft (BME) geopend op 1 februari 1881.

## Treindiensten
De lijn is alleen in gebruik voor goederenvervoer door Deutsche Bahn.

## Aansluitingen
In de volgende plaatsen is of was er een aansluiting op de volgende spoorlijnen:
Dortmund Dorstfeld
DB 2120, spoorlijn tussen Dortmund aansluiting Flm en aansluiting Schnettkerbrücke
DB 2126, spoorlijn tussen Dortmund-Dorstfeld en Dortmund Süd
Huckarde Süd
DB 2130, spoorlijn tussen aansluiting Flm en Dortmund Güterbahnhof
DB 2136, spoorlijn tussen Dortmund Süd en Dortmund-Bodelschwing
DB 2191, spoorlijn tussen Dortmund-Mengede en Dortmund-Dorstfeld

## Elektrische tractie
Het traject werd in 1965 geëlektrificeerd met een wisselspanning van 15.000 volt 16⅔ Hz.